# Swandive
Swandive war eine Schweizer Trip-Hop-Band, die 1995 von Ann Kathrin Lüthi, Lorenz Haas, Marco Neeser, Ali Salvioni und Ivan E. gegründet und 2002 wegen Differenzen bezüglich der musikalischen Richtung wieder aufgelöst wurde.
Anyone On The Air erreichte Platz 40 der Schweizer Charts.
Als Besonderheit findet sich auf der CD Intuition eine Coverversion von Losing my Religion (R.E.M.). Sängerin Ann Kathrin Lüthi hat 2007 das Album «Falling Into Place» unter ihrem neuen Künstlernamen «Annakin» veröffentlicht.

## Diskografie
- Intuition (1997)
- Anyone On The Air (2000)